# Hyacinthus orientalis
Hyacinthus orientalis (Dạ lan) là một loài thực vật có hoa trong họ Măng tây. Loài này được L. mô tả khoa học đầu tiên năm 1753. Củ Dạ Lan có độc tố Alkaloid gây vọp bẻ, đầy bụng, buồn nôn, tiêu chảy nếu ăn phải.

## Hình ảnh

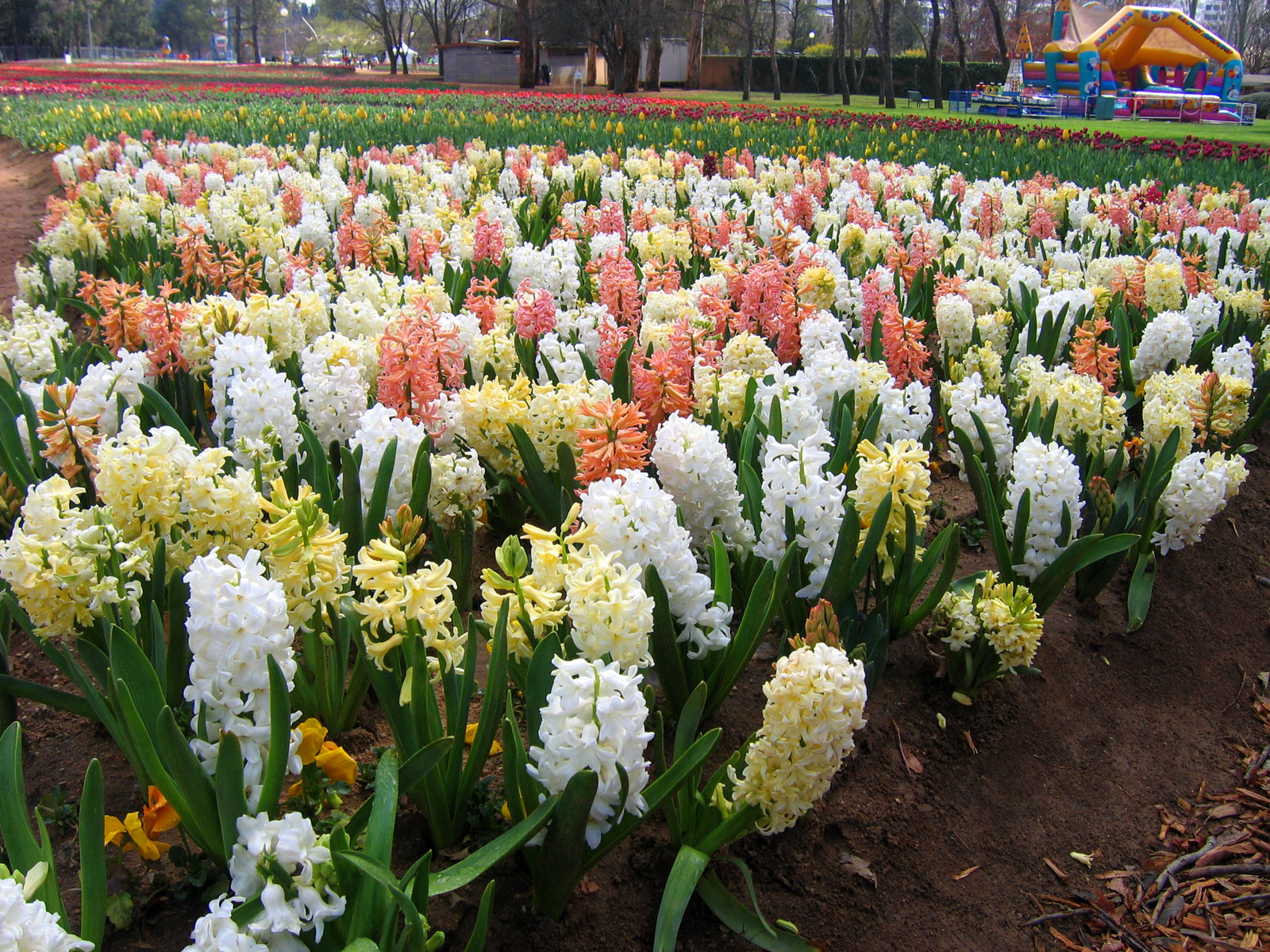
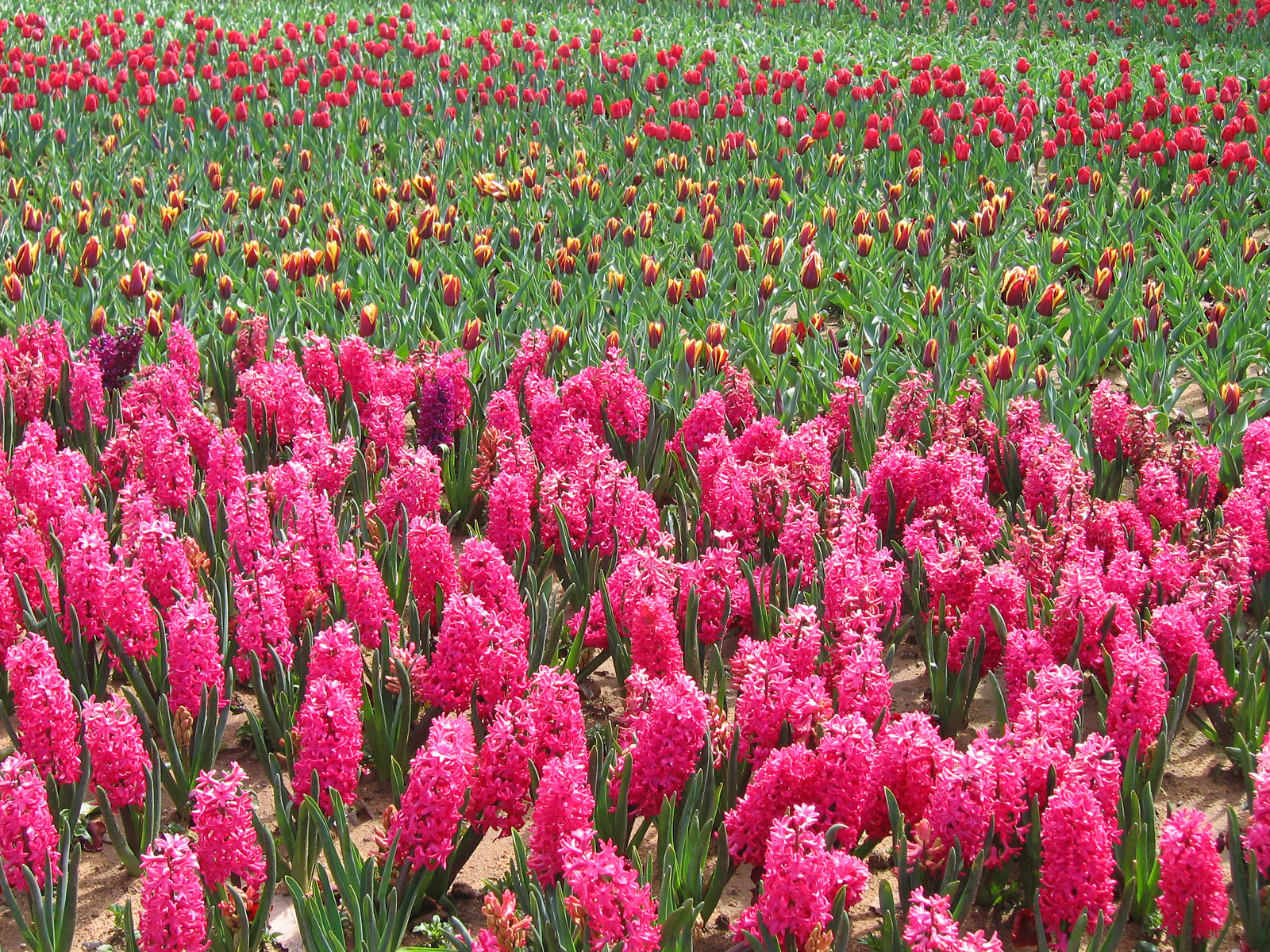
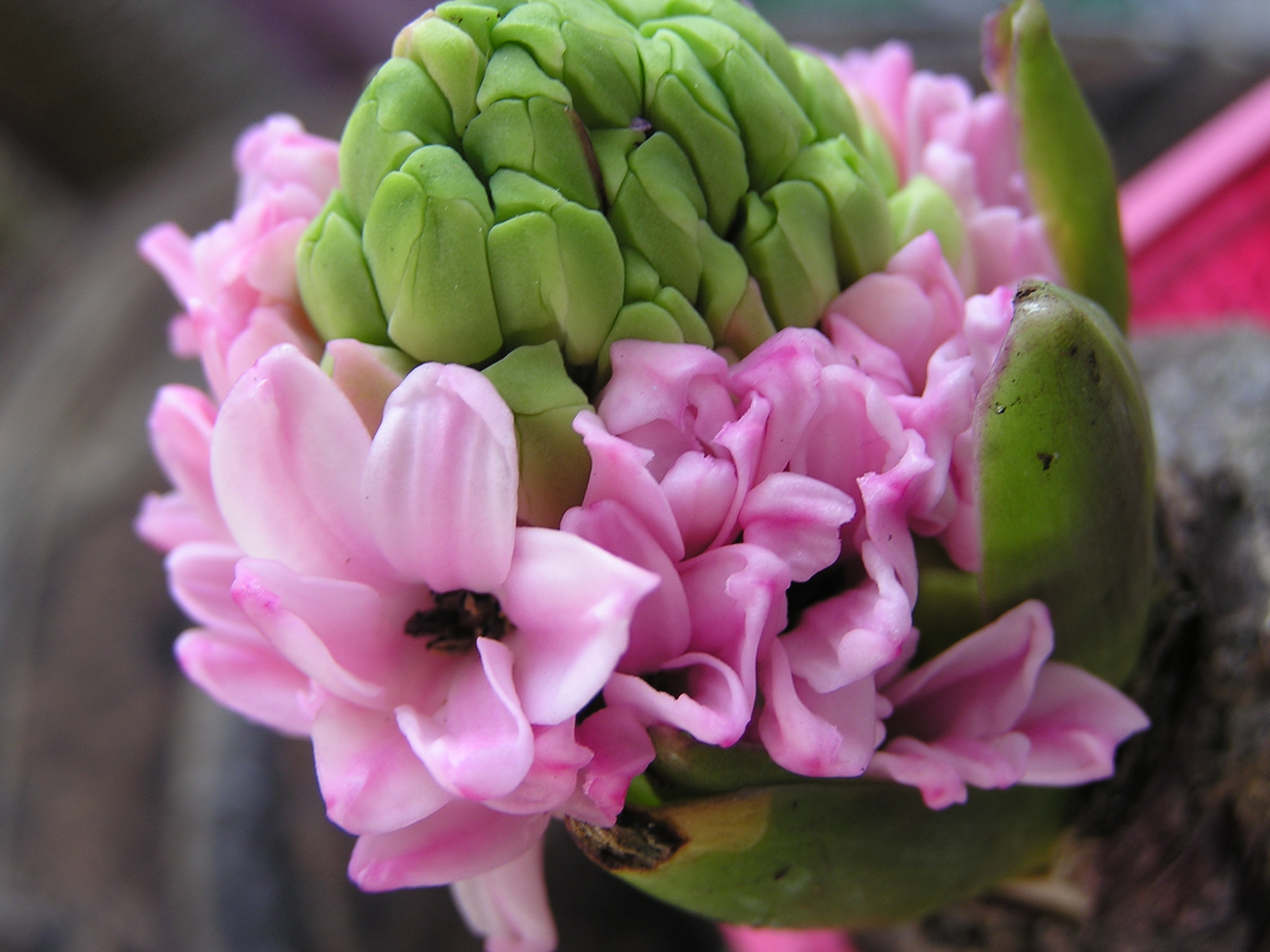
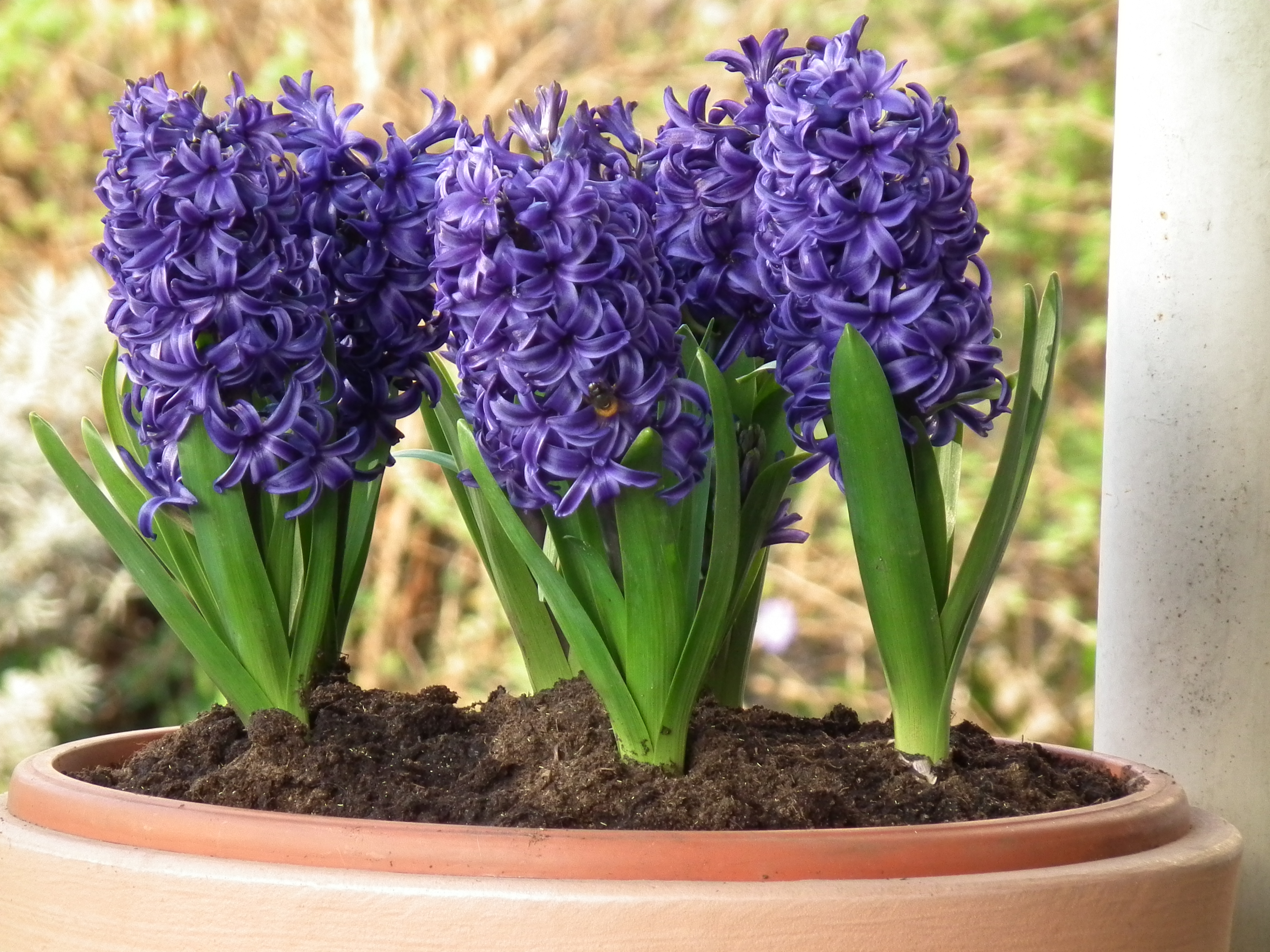
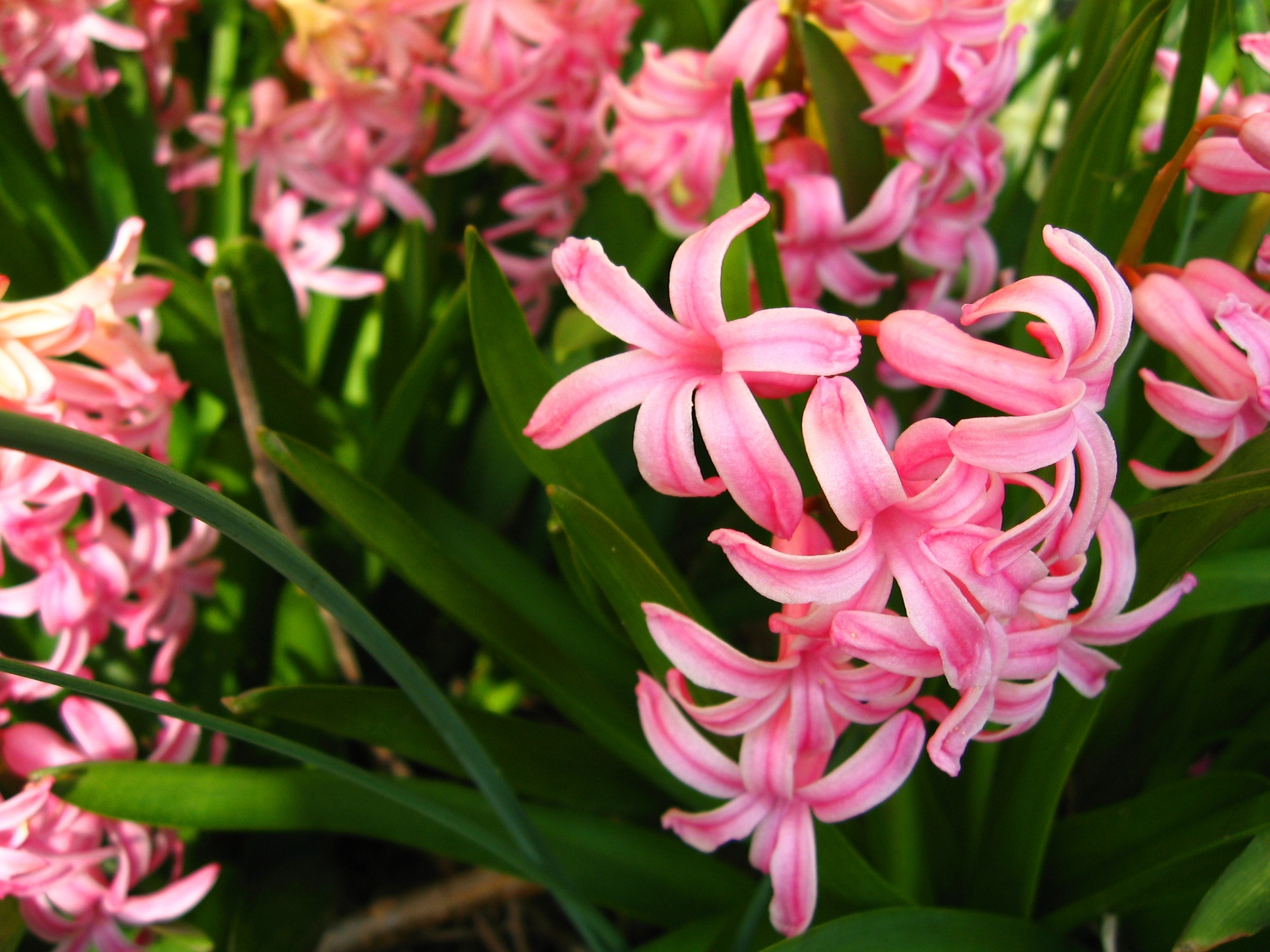
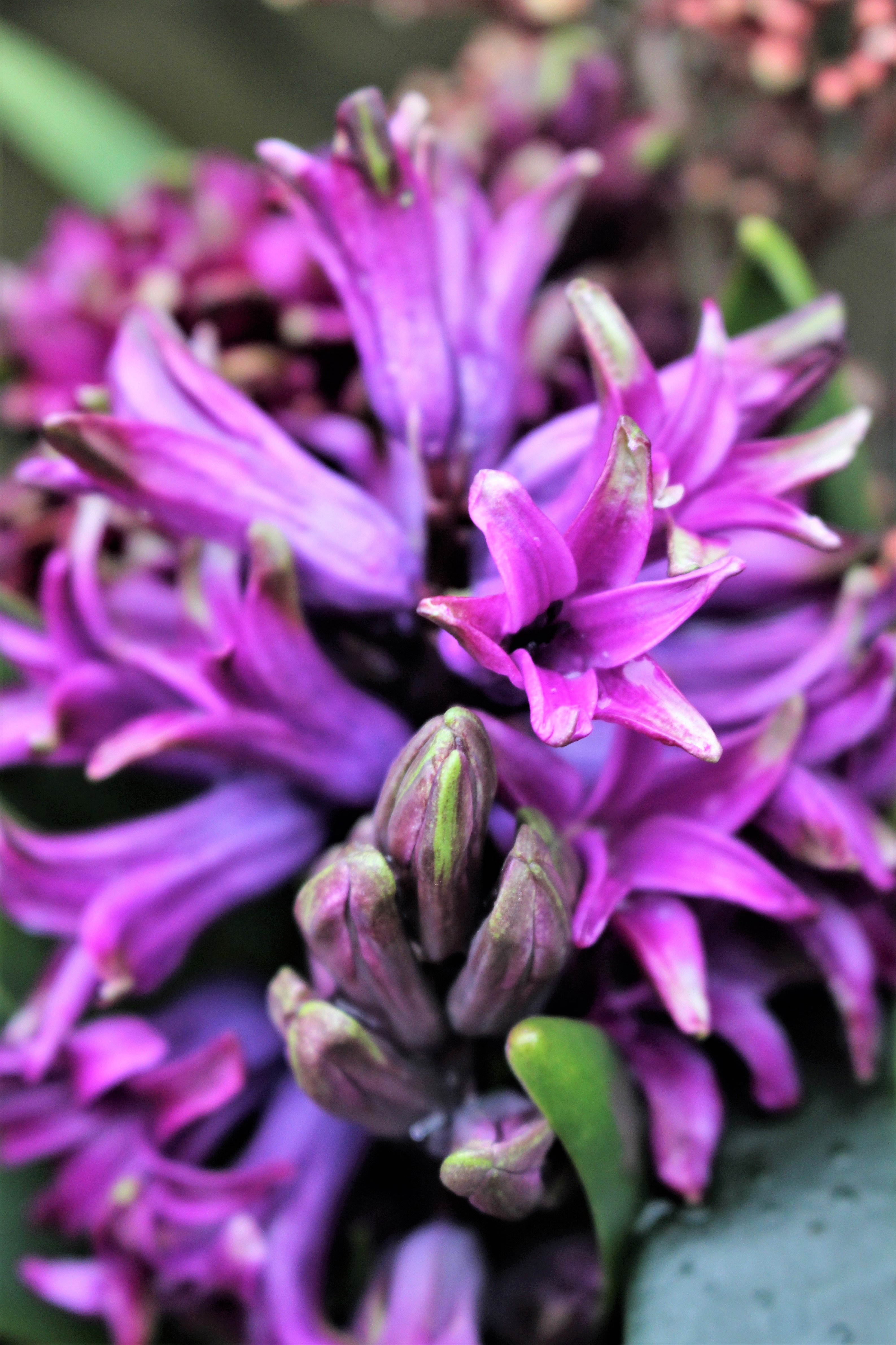
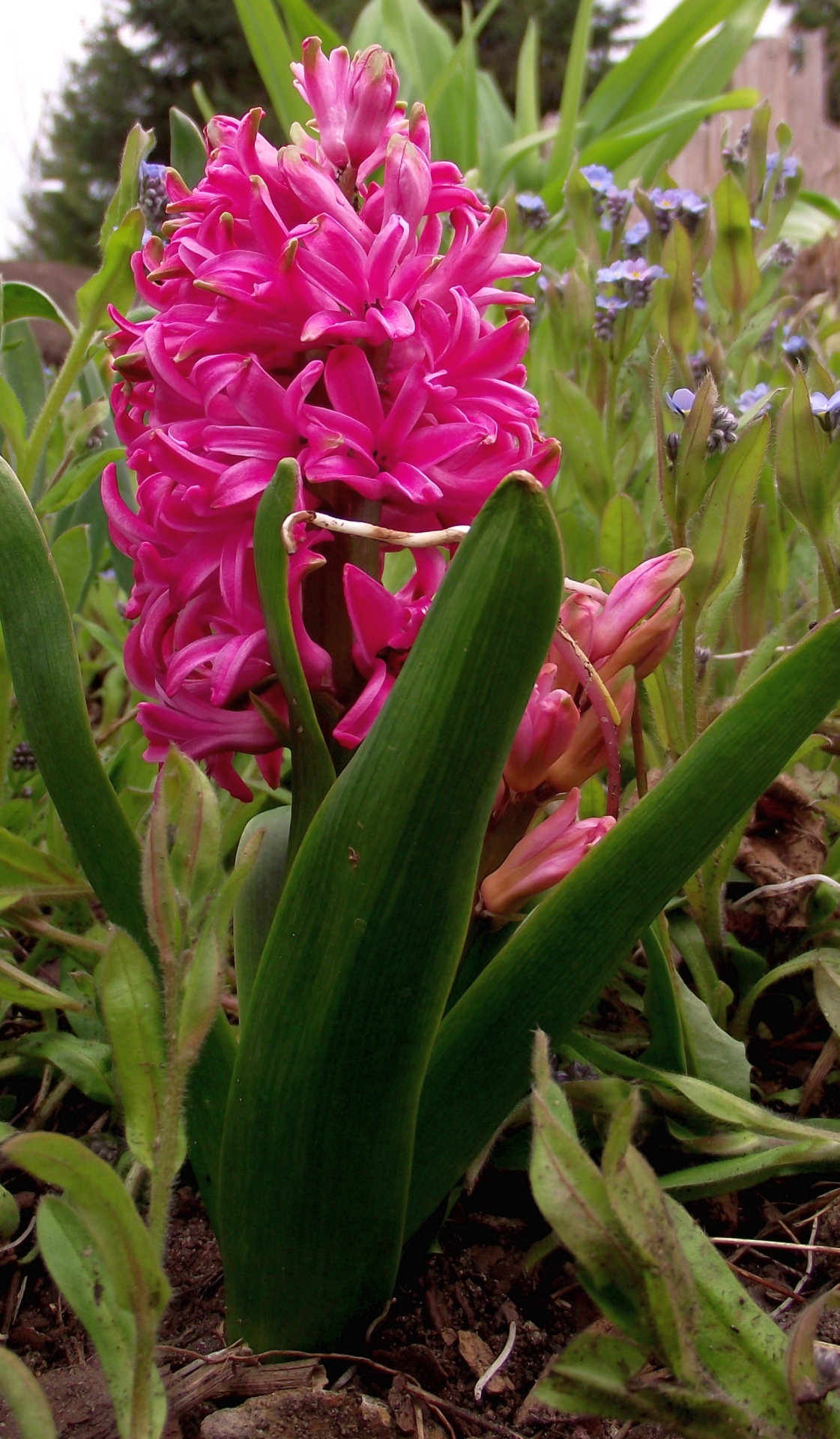
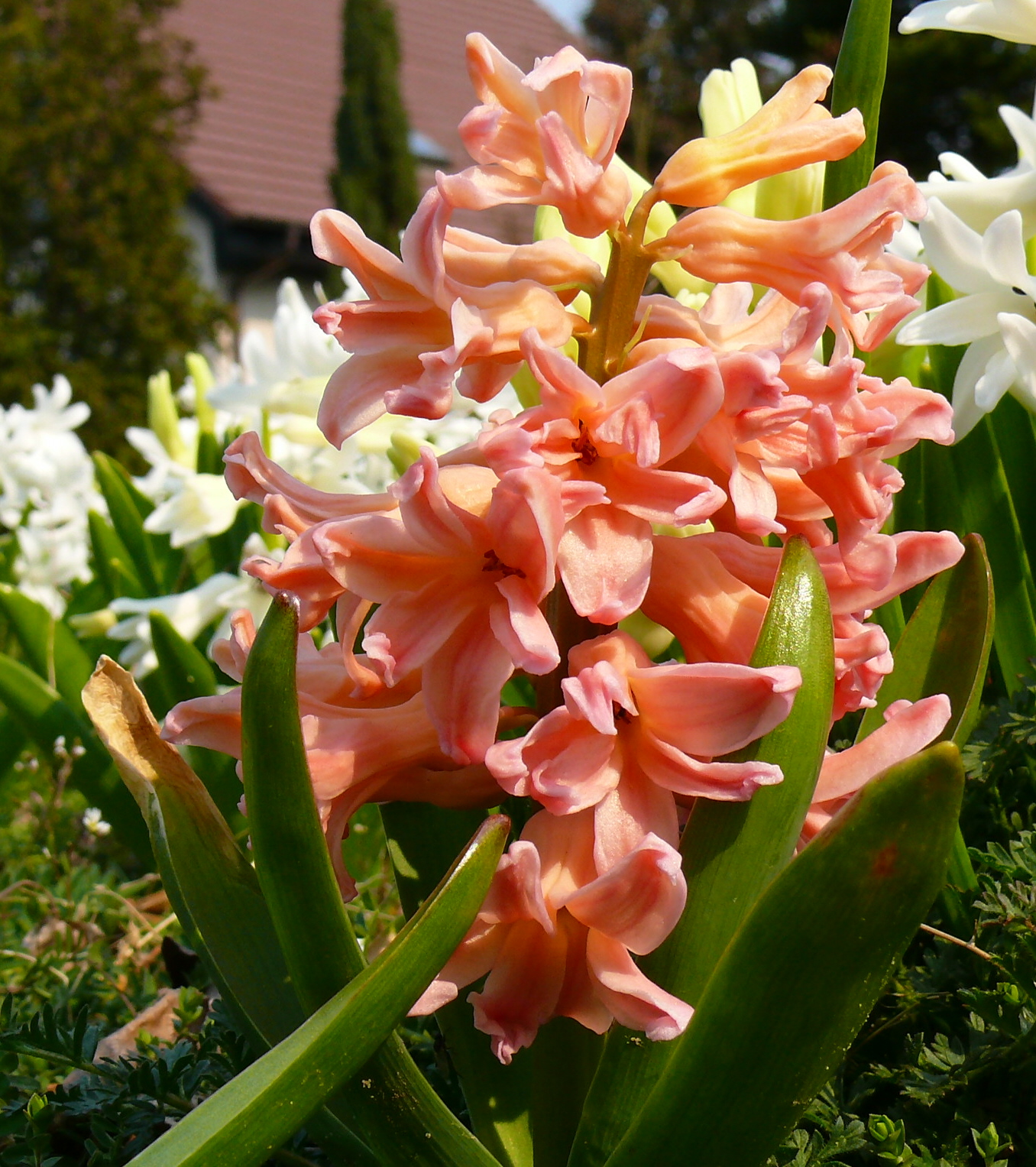
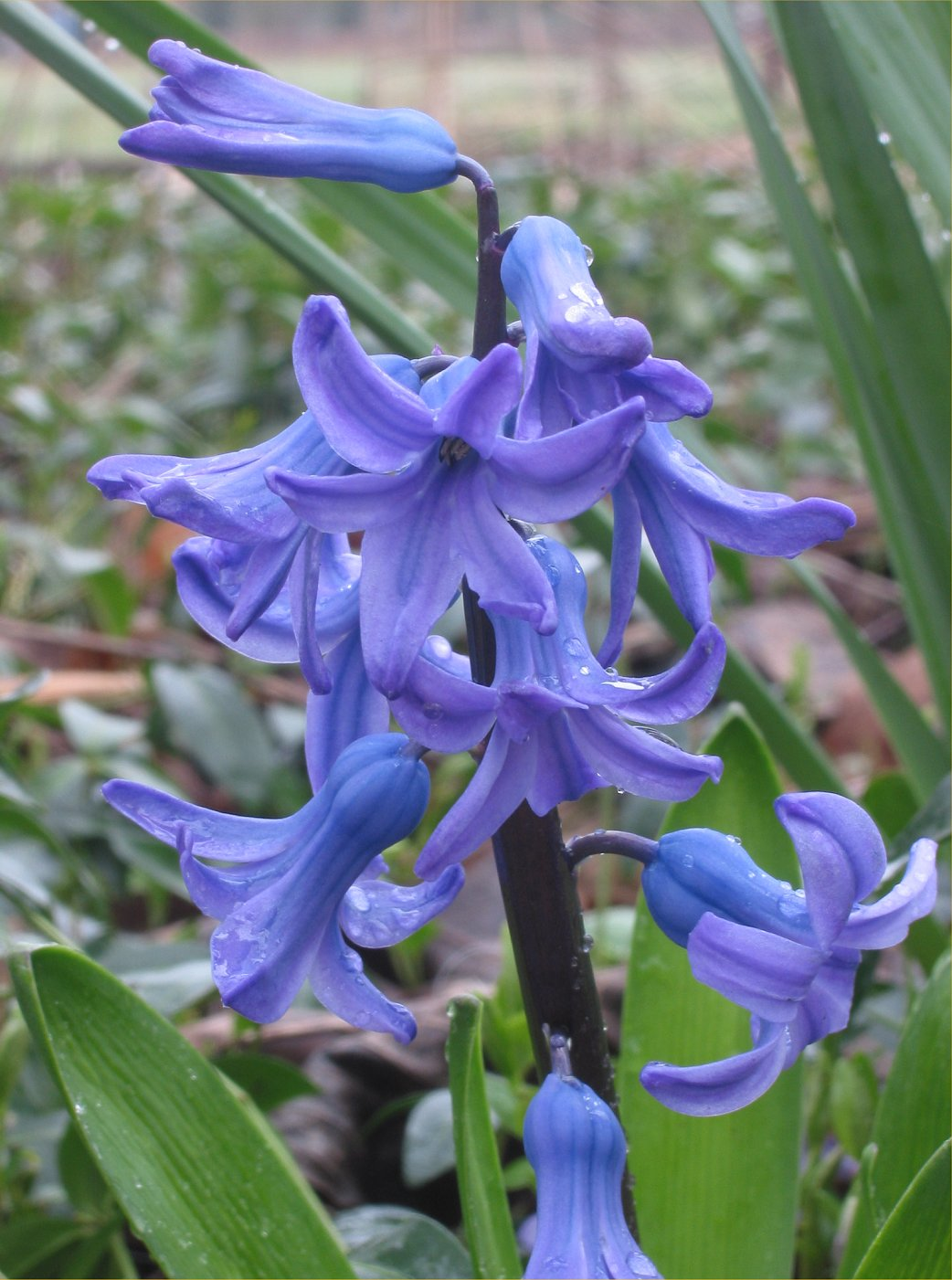
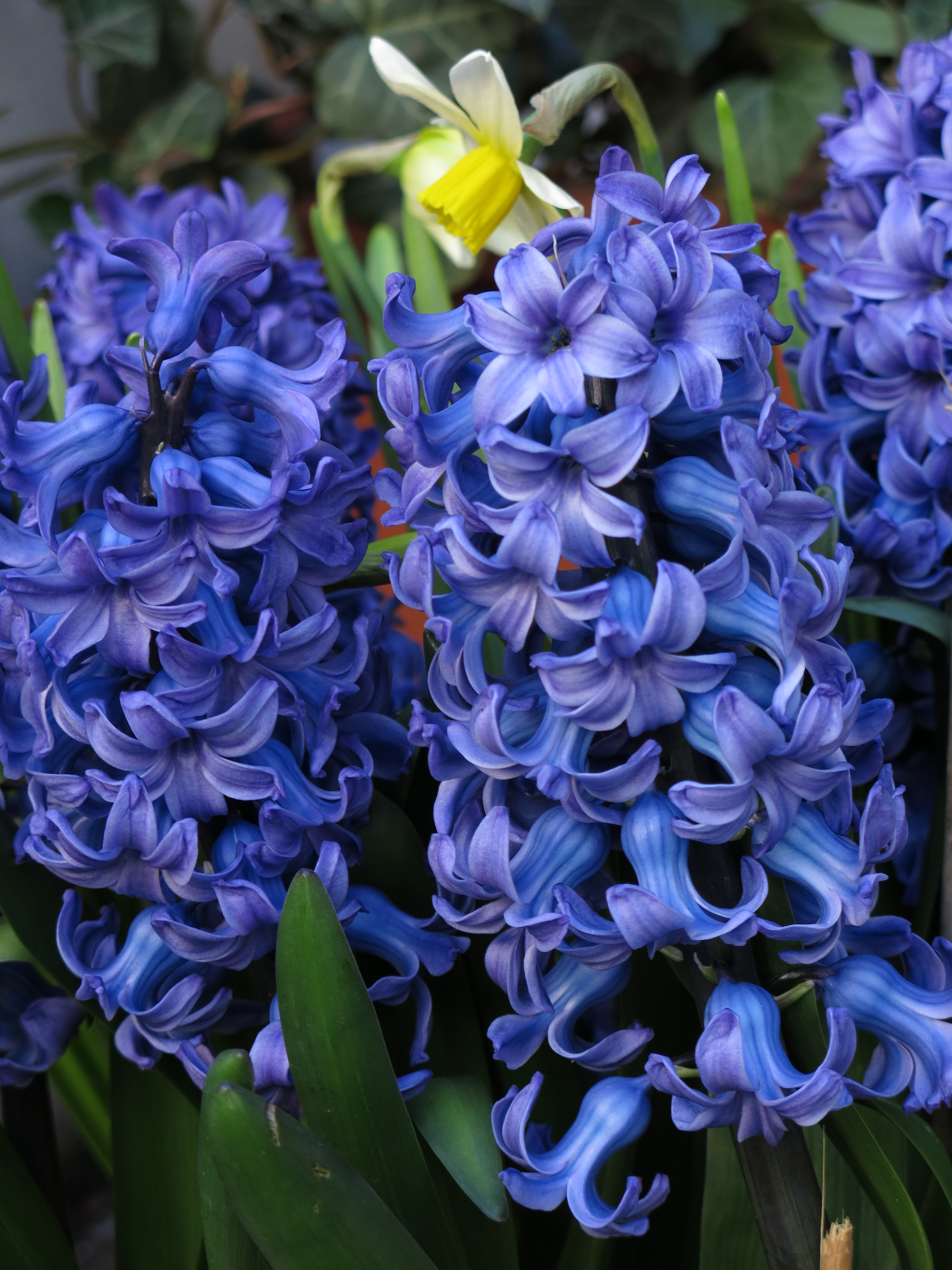